# Ariadna boesenbergi
Ariadna boesenbergi là một loài nhện trong họ Segestriidae.
Loài này thuộc chi Ariadna. Ariadna boesenbergi được Eugen von Keyserling miêu tả năm 1877.